# Prefetture della Cina

Mappa delle prefetture della Cina.

La prefettura (地區T, 地区S, dìqūP) è una suddivisione amministrativa della Cina, riscontrabile tanto nel passato quanto nell'epoca moderna in questo Paese.
Nel contesto moderno, il livello della prefettura (地区级S, dìqūjíP, abbreviato 地级S, dìjíP, "regione") viene utilizzato per riferirsi ad un livello di suddivisione amministrativa posto tra la provincia e il livello della contea. Pertanto la prefettura è il secondo livello nella gerarchia amministrativa della Repubblica Popolare Cinese. In totale, nel 2004 si contavano 333 divisioni a livello di prefettura in Cina, suddivise in quattro tipologie: 17 prefetture vere e proprie, 283 città con status di prefettura, 30 prefetture autonome, e 3 leghe.
Quando si incontra la parola "prefettura" in riferimento alla Cina antica, ci si riferisce sia alla Xiàn (縣T, 县S) o alla Zhōu (州), che furono altri due tipi di divisione amministrativa.

## Storia

### Prefetture
Le suddivisioni chiamate zhou (州) furono introdotte in Cina al tempo della dinastia Han (206 a.C. - 220 d.C.) ed erano il primo livello di suddivisione del paese. Diventarono prefetture a partire dal governo della dinastia Sui (589 - 618). Nel 627,  il paese fu suddiviso in 10 circuiti (道S, dàoP) e gli zhou rappresentarono il livello amministrativo più alto dopo i circuiti stessi. La dinastia Yuan (1271 - 1368) istituì le province e gli zhou divennero il terzo livello. Con la riorganizzazione del 1928, i circuiti e gli zhou vennero aboliti e quando il governo si rese conto delle difficoltà ad amministrare il paese con le sole province e contee, reintrodusse le prefetture nella loro forma attuale.

### Città-prefettura
Le città-prefettura (地级市S, dìjíshìP) sono municipalità che hanno ottenuto lo status di prefettura ed il conseguente diritto di esercitare il controllo sull'amministrazione delle contee. Il governo della città si trova così ad amministrare sia all'interno dei confini comunali che nel vasto territorio simile a quello delle normali prefetture. Le città-prefettura sono oggi diventate il tipo di amministrazione più frequente tra quelle comprese nel livello di prefettura.

### Leghe
Le leghe (盟S, méngP) sono le tre prefetture della Mongolia Interna. Il nome deriva dalle unità amministrative in uso in Mongolia al tempo della dinastia Qing. Con l'istituzione della Regione Autonoma della Mongolia Interna nel 1947, le leghe hanno ottenuto lo status equivalente a quello delle altre prefetture del paese. Oltre alle tre leghe, sono presenti in Mongolia Interna 9 città-prefettura.

### Prefetture autonome
Lo status di prefettura autonoma (自治州S, zìzhìzhōuP) è stato assegnato dal governo cinese a quelle divisioni amministrative la cui popolazione sia composta almeno per il 50% da minoranze etniche, o i cui territori appartengano storicamente a tali comunità. Il secondo caso è il più reale, in virtù dello storico processo di sinizzazione compiuto dai vari governi cinesi, che hanno favorito esodi di massa dell'etnia han nei territori conquistati.
Il nome ufficiale della prefettura autonoma comprende il nome della principale minoranza che ne forma la popolazione, ad esempio il nome ufficiale dello Xishuangbanna, suddivisione dello Yunnan, è "Prefettura Autonoma Dai di Xishuangbanna", territorio storicamente dominato dal popolo dai. Un articolo della Costituzione della Repubblica popolare cinese prevede che le prefetture autonome non possono essere abolite.

## Lista delle prefetture o equivalenti suddivise per provincia
Anhui
| Mappa | #         | Nome     | Hanzi         | Pinyin    | Tipologia        |
| ----- | --------- | -------- | ------------- | --------- | ---------------- |
|       | 1         | Hefei    | 合肥市        | Héféi Shì | Città-prefettura |
| 2     | Anqing    | 安庆市   | Ānqìng Shì    |           | Città-prefettura |
| 3     | Bengbu    | 蚌埠市   | Bèngbù Shì    |           | Città-prefettura |
| 4     | Bozhou    | 亳州市   | Bózhōu Shì    |           | Città-prefettura |
| 5     | Chaohu    | 巢湖市   | Cháohú Shì    |           | Città-prefettura |
| 6     | Chizhou   | 池州市   | Chízhōu Shì   |           | Città-prefettura |
| 7     | Chuzhou   | 滁州市   | Chúzhōu Shì   |           | Città-prefettura |
| 8     | Fuyang    | 阜阳市   | Fǔyáng Shì    |           | Città-prefettura |
| 9     | Huaibei   | 淮北市   | Huáiběi Shì   |           | Città-prefettura |
| 10    | Huainan   | 淮南市   | Huáinán Shì   |           | Città-prefettura |
| 11    | Huangshan | 黄山市   | Huángshān Shì |           | Città-prefettura |
| 12    | Lu'an     | 六安市   | Lù'ān Shì     |           | Città-prefettura |
| 13    | Ma'anshan | 马鞍山市 | Mǎ'ānshān Shì |           | Città-prefettura |
| 14    | Suzhou    | 宿州市   | Sùzhōu Shì    |           | Città-prefettura |
| 15    | Tongling  | 铜陵市   | Tónglíng Shì  |           | Città-prefettura |
| 16    | Wuhu      | 芜湖市   | Wúhú Shì      |           | Città-prefettura |
| 17    | Xuancheng | 宣城市   | Xuānchéng Shì |           | Città-prefettura |

Fujian
| Mappa | #         | Nome   | Hanzi         | Pinyin                | Tipologia        |
| ----- | --------- | ------ | ------------- | --------------------- | ---------------- |
|       | 1         | Fuzhou | 福州市        | Fúzhōu Shì            | Città-prefettura |
| 2     | Xiamen    | 厦门市 | Xiàmén Shì    | Città sub-provinciale |                  |
| 3     | Longyan   | 龙岩市 | Lóngyán Shì   | Città-prefettura      |                  |
| 4     | Nanping   | 南平市 | Nánpíng Shì   | Città-prefettura      |                  |
| 5     | Ningde    | 宁德市 | Nánpíng Shì   | Città-prefettura      |                  |
| 6     | Putian    | 莆田市 | Pútián Shì    | Città-prefettura      |                  |
| 7     | Quanzhou  | 泉州市 | Quánzhōu Shì  | Città-prefettura      |                  |
| 8     | Sanming   | 三明市 | Sānmíng Shì   | Città-prefettura      |                  |
| 9     | Zhangzhou | 漳州市 | Zhāngzhōu Shì | Città-prefettura      |                  |

Le isole Matsu e la contea di Kinmen, nominalmente parte rispettivamente del Fuzhou e Quanzhou, sono attualmente amministrate dalla Repubblica di Cina.
Gansu
| Mappa | #                 | Nome           | Hanzi                   | Pinyin              | Tipologia        |
| ----- | ----------------- | -------------- | ----------------------- | ------------------- | ---------------- |
|       | 1                 | Jiuquan        | 酒泉市                  | Jiǔquán Shì         | Città-prefettura |
| 2     | Jiayuguan         | 嘉峪关市       | Jiāyùguān Shì           |                     | Città-prefettura |
| 3     | Zhangye           | 张掖市         | Zhāngyè Shì             |                     | Città-prefettura |
| 4     | Jinchang          | 金昌市         | Jiǔquán Shì             |                     | Città-prefettura |
| 5     | Wuwei             | 武威市         | Wǔwēi Shì               |                     | Città-prefettura |
| 6     | Baiyin            | 白银市         | Báiyín Shì              |                     | Città-prefettura |
| 7     | Lanzhou           | 兰州市         | Lánzhōu Shì             |                     | Città-prefettura |
| 8     | Linxia (Hui)      | 临夏回族自治州 | Línxià Huízú Zìzhìzhōu  | Prefetture autonome |                  |
| 9     | Gannan (tibetana) | 甘南藏族自治州 | Gānnán Zāngzú Zìzhìzhōu | Prefetture autonome |                  |
| 10    | Dingxi            | 定西市         | Dìngxī Shì              | Città-prefettura    |                  |
| 11    | Longnan           | 陇南市         | Lǒngnán Shì             | Città-prefettura    |                  |
| 12    | Tianshui          | 天水市         | Tiānshuǐ Shì            | Città-prefettura    |                  |
| 13    | Pingliang         | 平凉市         | Píngliàng Shì           | Città-prefettura    |                  |
| 14    | Qingyang          | 庆阳市         | Qìngyáng Shì            | Città-prefettura    |                  |

Guangdong
| Mappa | #         | Nome     | Hanzi         | Pinyin                | Tipologia        |
| ----- | --------- | -------- | ------------- | --------------------- | ---------------- |
|       | 1         | Qingyuan | 清远市        | Qīngyuǎn Shì          | Città-prefettura |
| 2     | Shaoguan  | 韶关市   | Sháoguān Shì  |                       | Città-prefettura |
| 3     | Heyuan    | 河源市   | Héyuán Shì    |                       | Città-prefettura |
| 4     | Meizhou   | 梅州市   | Méizhōu Shì   |                       | Città-prefettura |
| 5     | Chaozhou  | 潮州市   | Cháozhōu Shì  |                       | Città-prefettura |
| 6     | Zhaoqing  | 肇庆市   | Zhàoqìng Shì  |                       | Città-prefettura |
| 7     | Yunfu     | 云浮市   | Yúnfú Shì     |                       | Città-prefettura |
| 8     | Foshan    | 佛山市   | Fóshān Shì    |                       | Città-prefettura |
| 9     | Canton    | 广州市   | Guǎngzhōu Shì | Città sub-provinciale |                  |
| 10    | Dongguan  | 东莞市   | Dōngguǎn Shì  | Città-prefettura      |                  |
| 11    | Huizhou   | 惠州市   | Hùizhōu Shì   | Città-prefettura      |                  |
| 12    | Shanwei   | 汕尾市   | Shànwěi Shì   | Città-prefettura      |                  |
| 13    | Jieyang   | 揭阳市   | Jiēyáng Shì   | Città-prefettura      |                  |
| 14    | Shantou   | 汕头市   | Shàntóu Shì   | Città-prefettura      |                  |
| 15    | Zhanjiang | 湛江市   | Zhànjiāng Shì | Città-prefettura      |                  |
| 16    | Maoming   | 茂名市   | Màomíng Shì   | Città-prefettura      |                  |
| 17    | Yangjiang | 阳江市   | Yángjiāng Shì | Città-prefettura      |                  |
| 18    | Jiangmen  | 江门市   | Jiāngmén Shì  | Città-prefettura      |                  |
| 19    | Zhongshan | 中山市   | Zhōngshān Shì | Città-prefettura      |                  |
| 20    | Zhuhai    | 珠海市   | Zhūhǎi Shì    | Città-prefettura      |                  |
| 21    | Shenzhen  | 深圳市   | Shēnzhèn Shì  | Città sub-provinciale |                  |

Guizhou
| Mappa | #                         | Nome                   | Hanzi                               | Pinyin              | Tipologia  |
| ----- | ------------------------- | ---------------------- | ----------------------------------- | ------------------- | ---------- |
|       | 1                         | Bijie                  | 毕节地区                            | Bìjíe Dìqū          | Prefettura |
| 2     | Zunyi                     | 遵义市                 | Zūnyì Shì                           | Città-prefettura    |            |
| 3     | Tongren                   | 铜仁地区               | Tóngrén Dìqū                        | Prefettura          |            |
| 4     | Liupanshui                | 六盘水市               | Liùpánshuǐ Shì                      | Città-prefettura    |            |
| 5     | Anshun                    | 安顺市                 | Ānshùn Shì                          | Città-prefettura    |            |
| 6     | Guiyang                   | 贵阳市                 | Guìyáng Shì                         | Città-prefettura    |            |
| 7     | Qianxinan (buyei e miao)  | 黔西南布依族苗族自治州 | Qiánxī'nán Bùyīzú Miáozú Zìzhìzhōu  | Prefettura autonoma |            |
| 8     | Qiannan (buyei e miao)    | 黔南布依族苗族自治州   | Qiánnán Bùyīzú Miáozú Zìzhìzhōu     | Prefettura autonoma |            |
| 9     | Qiandongnan (miao e dong) | 黔东南苗族侗族自治州   | Qiándōngnán Miáozú Dòngzú Zìzhìzhōu | Prefettura autonoma |            |

Hainan
| Mappa | #     | Nome   | Hanzi     | Pinyin     | Tipologia        |
| ----- | ----- | ------ | --------- | ---------- | ---------------- |
|       | 1     | Haikou | 海口市    | Hǎikǒu Shì | Città-prefettura |
| 2     | Sanya | 三亚市 | Sānyà Shì |            | Città-prefettura |

Hainan ha anche sedici suddivisioni amministrative equiparabili alle contee che non appartengono ad alcuna prefettura, ma sono direttamente sotto il controllo dell'amministrazione provinciale.
Hebei
| Mappa | #           | Nome         | Hanzi           | Pinyin           | Tipologia        |
| ----- | ----------- | ------------ | --------------- | ---------------- | ---------------- |
|       | 1           | Shijiazhuang | 石家庄市        | Shíjiāzhuāng Shì | Città-prefettura |
| 2     | Baoding     | 保定市       | Bǎodìng Shì     |                  | Città-prefettura |
| 3     | Cangzhou    | 沧州市       | Cāngzhōu Shì    |                  | Città-prefettura |
| 4     | Chengde     | 承德市       | Chéngdé Shì     |                  | Città-prefettura |
| 5     | Handan      | 邯郸市       | Hándān Shì      |                  | Città-prefettura |
| 6     | Hengshui    | 衡水市       | Héngshǔi Shì    |                  | Città-prefettura |
| 7     | Langfang    | 廊坊市       | Lángfāng Shì    |                  | Città-prefettura |
| 8     | Qinhuangdao | 秦皇岛市     | Qínhuángdǎo Shì |                  | Città-prefettura |
| 9     | Tangshan    | 唐山市       | Tángshān Shì    |                  | Città-prefettura |
| 10    | Xingtai     | 邢台市       | Xíngtái Shì     |                  | Città-prefettura |
| 11    | Zhangjiakou | 张家口市     | Zhāngjiākǒu Shì |                  | Città-prefettura |

Heilongjiang
| Mappa | #             | Nome         | Hanzi              | Pinyin           | Tipologia             |
| ----- | ------------- | ------------ | ------------------ | ---------------- | --------------------- |
|       | 1             | Harbin       | 哈尔滨市           | Hā'ěrbīn Shì     | Città sub-provinciale |
| 2     | Daqing        | 大庆市       | Dàqìng Shì         | Città-prefettura |                       |
| 3     | Hegang        | 鹤岗市       | Hègǎng Shì         | Città-prefettura |                       |
| 4     | Heihe         | 黑河市       | Hēihé Shì          | Città-prefettura |                       |
| 5     | Jiamusi       | 佳木斯市     | Jiāmùsī Shì        | Città-prefettura |                       |
| 6     | Jixi          | 鸡西市       | Jīxī Shì           | Città-prefettura |                       |
| 7     | Mudanjiang    | 牡丹江市     | Mǔdānjiāng Shì     | Città-prefettura |                       |
| 8     | Qiqihar       | 齐齐哈尔市   | Qíqíhā'ěr Shì      | Città-prefettura |                       |
| 9     | Qitaihe       | 七台河市     | Qītáihé Shì        | Città-prefettura |                       |
| 10    | Shuangyashan  | 双鸭山市     | Shuāngyāshān Shì   | Città-prefettura |                       |
| 11    | Suihua        | 绥化市       | Suíhuà Shì         | Città-prefettura |                       |
| 12    | Yichun        | 伊春市       | Yīchūn Shì         | Città-prefettura |                       |
| 13    | Daxing'anling | 大兴安岭地区 | Dàxīng'ānlǐng Dìqū | Prefettura       |                       |

Henan
| Mappa | #            | Nome      | Hanzi            | Pinyin        | Tipologia        |
| ----- | ------------ | --------- | ---------------- | ------------- | ---------------- |
|       | 1            | Zhengzhou | 郑州市           | Zhèngzhōu Shì | Città-prefettura |
| 2     | Anyang       | 安阳市    | Ānyáng Shì       |               | Città-prefettura |
| 3     | Hebi         | 鹤壁市    | Hèbì Shì         |               | Città-prefettura |
| 4     | Jiaozuo      | 焦作市    | Jiāozuò Shì      |               | Città-prefettura |
| 5     | Kaifeng      | 开封市    | Kāifēng Shì      |               | Città-prefettura |
| 6     | Luohe        | 漯河市    | Luòhé Shì        |               | Città-prefettura |
| 7     | Luoyang      | 洛阳市    | Luòyáng Shì      |               | Città-prefettura |
| 8     | Nanyang      | 南阳市    | Nányáng Shì      |               | Città-prefettura |
| 9     | Pingdingshan | 平顶山市  | Píngdǐngshān Shì |               | Città-prefettura |
| 10    | Puyang       | 濮阳市    | Púyáng Shì       |               | Città-prefettura |
| 11    | Sanmenxia    | 三门峡市  | Sānménxiá Shì    |               | Città-prefettura |
| 12    | Shangqiu     | 商丘市    | Shāngqiū Shì     |               | Città-prefettura |
| 13    | Xinxiang     | 新乡市    | Xīnxiāng Shì     |               | Città-prefettura |
| 14    | Xinyang      | 信阳市    | Xìnyáng Shì      |               | Città-prefettura |
| 15    | Xuchang      | 许昌市    | Xǔchāng Shì      |               | Città-prefettura |
| 16    | Zhoukou      | 周口市    | Zhōukǒu Shì      |               | Città-prefettura |
| 17    | Zhumadian    | 驻马店市  | Zhùmǎdiàn Shì    |               | Città-prefettura |

L'Henan ha anche una città-subprefettura a livello di contea senza livello di prefettura intermedio: Jiyuan.
Hubei
| Mappa | #                    | Nome                 | Hanzi                          | Pinyin              | Tipologia             |
| ----- | -------------------- | -------------------- | ------------------------------ | ------------------- | --------------------- |
|       | 1                    | Wuhan                | 武汉市                         | Wǔhàn Shì           | Città sub-provinciale |
| 2     | Ezhou                | 鄂州市               | Èzhōu Shì                      | Città-prefettura    |                       |
| 3     | Huanggang            | 黄冈市               | Huánggāng Shì                  | Città-prefettura    |                       |
| 4     | Huangshi             | 黄石市               | Huángshí Shì                   | Città-prefettura    |                       |
| 5     | Jingmen              | 荆门市               | Jīngmén Shì                    | Città-prefettura    |                       |
| 6     | Jingzhou             | 荆州市               | Jīngzhōu Shì                   | Città-prefettura    |                       |
| 7     | Shiyan               | 十堰市               | Suízhōu Shì                    | Città-prefettura    |                       |
| 8     | Suizhou              | 随州市               | Suízhōu Shì                    | Città-prefettura    |                       |
| 9     | Xiangyang            | 襄樊市               | Xiāngyáng Shì                  | Città-prefettura    |                       |
| 10    | Xianning             | 咸宁市               | Xiánníng Shì                   | Città-prefettura    |                       |
| 11    | Xiaogan              | 孝感市               | Xiàogǎn Shì                    | Città-prefettura    |                       |
| 12    | Yichang              | 宜昌市               | Yíchāng Shì                    | Città-prefettura    |                       |
| 13    | Enshi (tujia e miao) | 恩施土家族苗族自治州 | Ēnshī Tǔjiāzú Miáozú Zìzhìzhōu | Prefettura autonoma |                       |

L'Hubei ha anche tre città-sottoprefetture a livello di contea senza livello di prefettura intermedio.
Hunan
| Mappa | #                      | Nome                 | Hanzi                            | Pinyin              | Tipologia        |
| ----- | ---------------------- | -------------------- | -------------------------------- | ------------------- | ---------------- |
|       | 1                      | Changsha             | 长沙市                           | Chángshā Shì        | Città-prefettura |
| 2     | Changde                | 常德市               | Chángdé Shì                      |                     | Città-prefettura |
| 3     | Chenzhou               | 郴州市               | Chénzhōu Shì                     |                     | Città-prefettura |
| 4     | Hengyang               | 衡阳市               | Héngyáng Shì                     |                     | Città-prefettura |
| 5     | Huaihua                | 怀化市               | Huáihuà Shì                      |                     | Città-prefettura |
| 6     | Loudi                  | 娄底市               | Lóudǐ Shì                        |                     | Città-prefettura |
| 7     | Shaoyang               | 邵阳市               | Shàoyáng Shì                     |                     | Città-prefettura |
| 8     | Xiangtan               | 湘潭市               | Xiāngtán Shì                     |                     | Città-prefettura |
| 9     | Yiyang                 | 益阳市               | Yìyáng Shì                       |                     | Città-prefettura |
| 10    | Yongzhou               | 永州市               | Yǒngzhōu Shì                     |                     | Città-prefettura |
| 11    | Yueyang                | 岳阳市               | Yuèyáng Shì                      |                     | Città-prefettura |
| 12    | Zhangjiajie            | 张家界市             | Zhāngjiājiè Shì                  |                     | Città-prefettura |
| 13    | Zhuzhou                | 株州市               | Zhūzhōu Shì                      |                     | Città-prefettura |
| 14    | Xiangxi (tujia e miao) | 湘西土家族苗族自治州 | Xiāngxī Tǔjiāzú Miáozú Zìzhìzhōu | Prefettura autonoma |                  |

Jiangsu
| Mappa | #           | Nome     | Hanzi           | Pinyin           | Tipologia             |
| ----- | ----------- | -------- | --------------- | ---------------- | --------------------- |
|       | 1           | Nanchino | 南京市          | Nánjīng Shì      | Città sub-provinciale |
| 2     | Changzhou   | 常州市   | Chángzhōu Shì   | Città-prefettura |                       |
| 3     | Huai'an     | 淮安市   | Huái'ān Shì     | Città-prefettura |                       |
| 4     | Lianyungang | 连云港市 | Liányúngǎng Shì | Città-prefettura |                       |
| 5     | Nantong     | 南通市   | Nántōng Shì     | Città-prefettura |                       |
| 6     | Suqian      | 宿迁市   | Sùqiān Shì      | Città-prefettura |                       |
| 7     | Suzhou      | 苏州市   | Sūzhōu Shì      | Città-prefettura |                       |
| 8     | Taizhou     | 泰州市   | Tàizhōu Shì     | Città-prefettura |                       |
| 9     | Wuxi        | 无锡市   | Wúxī Shì        | Città-prefettura |                       |
| 10    | Xuzhou      | 徐州市   | Xúzhōu Shì      | Città-prefettura |                       |
| 11    | Yancheng    | 盐城市   | Yánchéng Shì    | Città-prefettura |                       |
| 12    | Yangzhou    | 扬州市   | Yángzhōu Shì    | Città-prefettura |                       |
| 13    | Zhenjiang   | 镇江市   | Zhènjiāng Shì   | Città-prefettura |                       |

Jiangxi
| Mappa | #          | Nome     | Hanzi          | Pinyin       | Tipologia        |
| ----- | ---------- | -------- | -------------- | ------------ | ---------------- |
|       | 1          | Nanchang | 南昌市         | Nánchāng Shì | Città-prefettura |
| 2     | Fuzhou     | 抚州市   | Fǔzhōu Shì     |              | Città-prefettura |
| 3     | Ganzhou    | 赣州市   | Gànzhōu Shì    |              | Città-prefettura |
| 4     | Ji'an      | 吉安市   | Jí'ān Shì      |              | Città-prefettura |
| 5     | Jingdezhen | 景德镇市 | Jǐngdézhèn Shì |              | Città-prefettura |
| 6     | Jiujiang   | 九江市   | Jiǔjiāng Shì   |              | Città-prefettura |
| 7     | Pingxiang  | 萍乡市   | Píngxiāng Shì  |              | Città-prefettura |
| 8     | Shangrao   | 上饶市   | Shàngráo Shì   |              | Città-prefettura |
| 9     | Xinyu      | 新余市   | Xīnyú Shì      |              | Città-prefettura |
| 10    | Yichun     | 宜春市   | Yíchūn Shì     |              | Città-prefettura |
| 11    | Yingtan    | 鹰潭市   | Yīngtán Shì    |              | Città-prefettura |

Jilin
| Mappa | #                 | Nome             | Hanzi                        | Pinyin              | Tipologia             |
| ----- | ----------------- | ---------------- | ---------------------------- | ------------------- | --------------------- |
|       | 1                 | Changchun        | 长春市                       | Chángchūn Shì       | Città sub-provinciale |
| 2     | Baicheng          | 白城市           | Báichéng Shì                 | Città-prefettura    |                       |
| 3     | Baishan           | 白山市           | Báishān Shì                  | Città-prefettura    |                       |
| 4     | Jilin             | 吉林市           | Jílín Shì                    | Città-prefettura    |                       |
| 5     | Liaoyuan          | 辽源市           | Liáoyuán Shì                 | Città-prefettura    |                       |
| 6     | Siping            | 四平市           | Sìpíng Shì                   | Città-prefettura    |                       |
| 7     | Songyuan          | 松原市           | Sōngyuán Shì                 | Città-prefettura    |                       |
| 8     | Tonghua           | 通化市           | Tōnghuà Shì                  | Città-prefettura    |                       |
| 9     | Yanbian (coreana) | 延边朝鲜族自治州 | Yánbiān Cháoxiǎnzú Zìzhìzhōu | Prefettura autonoma |                       |

Liaoning
| Mappa | #        | Nome     | Hanzi        | Pinyin           | Tipologia             |
| ----- | -------- | -------- | ------------ | ---------------- | --------------------- |
|       | 1        | Shenyang | 沈阳市       | Shěnyáng Shì     | Città sub-provinciale |
| 2     | Dalian   | 大连市   | Dàlián Shì   |                  | Città sub-provinciale |
| 3     | Anshan   | 鞍山市   | Ānshān Shì   | Città-prefettura |                       |
| 4     | Benxi    | 本溪市   | Běnxī Shì    | Città-prefettura |                       |
| 5     | Chaoyang | 朝阳市   | Cháoyáng Shì | Città-prefettura |                       |
| 6     | Dandong  | 丹东市   | Dāndōng Shì  | Città-prefettura |                       |
| 7     | Fushun   | 抚顺市   | Fǔshùn Shì   | Città-prefettura |                       |
| 8     | Fuxin    | 阜新市   | Fùxīn Shì    | Città-prefettura |                       |
| 9     | Huludao  | 葫芦岛市 | Húludǎo Shì  | Città-prefettura |                       |
| 10    | Jinzhou  | 锦州市   | Jǐnzhōu Shì  | Città-prefettura |                       |
| 11    | Liaoyang | 辽阳市   | Liáoyáng Shì | Città-prefettura |                       |
| 12    | Panjin   | 盘锦市   | Pánjǐn Shì   | Città-prefettura |                       |
| 13    | Tieling  | 铁岭市   | Tiělǐng Shì  | Città-prefettura |                       |
| 14    | Yingkou  | 营口市   | Yíngkǒu shì  | Città-prefettura |                       |

Qinghai
| Mappa | #                   | Nome                       | Hanzi                     | Pinyin                          | Tipologia           |
| ----- | ------------------- | -------------------------- | ------------------------- | ------------------------------- | ------------------- |
|       | 1                   | Haixi (mongola e tibetana) | 海西蒙古族藏族自治州      | Hǎixī Měnggǔzú Zàngzú Zìzhìzhōu | Prefettura autonoma |
| 2     | Haibei (tibetana)   | 海北藏族自治州             | Hǎiběi Zàngzú Zìzhìzhōu   |                                 | Prefettura autonoma |
| 3     | Xining              | 西宁市                     | Xīníng Shì                | Città-prefettura                |                     |
| 4     | Haidong             | 海东地区                   | Hǎidōng Dìqū              | Prefettura                      |                     |
| 5     | Hainan (tibetana)   | 海南藏族自治州             | Hǎinán Zàngzú Zìzhìzhōu   | Prefettura autonoma             |                     |
| 6     | Huangnan (tibetana) | 黄南藏族自治州             | Huángnán Zàngzú Zìzhìzhōu | Prefettura autonoma             |                     |
| 7     | Yushu (tibetana)    | 玉树藏族自治州             | Yùshù Zàngzú Zìzhìzhōu    | Prefettura autonoma             |                     |
| 8     | Golog (tibetana)    | 果洛藏族自治州             | Guǒluò Zàngzú Zìzhìzhōu   | Prefettura autonoma             |                     |

Shaanxi
| Mappa | #         | Nome   | Hanzi         | Pinyin           | Tipologia             |
| ----- | --------- | ------ | ------------- | ---------------- | --------------------- |
|       | 1         | Xi'an  | 西安市        | Xī'ān Shì        | Città sub-provinciale |
| 2     | Ankang    | 安康市 | Ānkāng Shì    | Città-prefettura |                       |
| 3     | Baoji     | 宝鸡市 | Bǎojī Shì     | Città-prefettura |                       |
| 4     | Hanzhong  | 汉中市 | Hànzhōng Shì  | Città-prefettura |                       |
| 5     | Shangluo  | 商洛市 | Shāngluò Shì  | Città-prefettura |                       |
| 6     | Tongchuan | 铜川市 | Tóngchuān Shì | Città-prefettura |                       |
| 7     | Weinan    | 渭南市 | Wèinán Shì    | Città-prefettura |                       |
| 8     | Xianyang  | 咸阳市 | Xiányáng Shì  | Città-prefettura |                       |
| 9     | Yan'an    | 延安市 | Yán'ān Shì    | Città-prefettura |                       |
| 10    | Yulin     | 榆林市 | Yúlín Shì     | Città-prefettura |                       |

Shandong
| Mappa | #         | Nome   | Hanzi         | Pinyin           | Tipologia             |
| ----- | --------- | ------ | ------------- | ---------------- | --------------------- |
|       | 1         | Jinan  | 济南市        | Jǐnán Shì        | Città sub-provinciale |
| 2     | Tsingtao  | 青岛市 | Qīngdǎo Shì   |                  | Città sub-provinciale |
| 3     | Binzhou   | 滨州市 | Bīnzhōu Shì   | Città-prefettura |                       |
| 4     | Dezhou    | 德州市 | Dézhōu Shì    | Città-prefettura |                       |
| 5     | Dongying  | 东营市 | Dōngyíng Shì  | Città-prefettura |                       |
| 6     | Heze      | 菏泽市 | Hézé Shì      | Città-prefettura |                       |
| 7     | Jining    | 济宁市 | Jìníng Shì    | Città-prefettura |                       |
| 8     | Laiwu     | 莱芜市 | Láiwú Shì     | Città-prefettura |                       |
| 9     | Liaocheng | 聊城市 | Liáochéng Shì | Città-prefettura |                       |
| 10    | Linyi     | 临沂市 | Línyí Shì     | Città-prefettura |                       |
| 11    | Rizhao    | 日照市 | Rìzhào Shì    | Città-prefettura |                       |
| 12    | Tai'an    | 泰安市 | Tài'ān Shì    | Città-prefettura |                       |
| 13    | Weifang   | 潍坊市 | Wéifāng Shì   | Città-prefettura |                       |
| 14    | Weihai    | 威海市 | Wēihǎi Shì    | Città-prefettura |                       |
| 15    | Yantai    | 烟台市 | Yāntái Shì    | Città-prefettura |                       |
| 16    | Zaozhuang | 枣庄市 | Zǎozhuāng Shì | Città-prefettura |                       |
| 17    | Zibo      | 淄博市 | Zībó Shì      | Città-prefettura |                       |

Shanxi
| Mappa | #        | Nome    | Hanzi        | Pinyin      | Tipologia        |
| ----- | -------- | ------- | ------------ | ----------- | ---------------- |
|       | 1        | Taiyuan | 太原市       | Tàiyuán Shì | Città-prefettura |
| 2     | Changzhi | 长治市  | Chángzhì Shì |             | Città-prefettura |
| 3     | Datong   | 大同市  | Dàtóng Shì   |             | Città-prefettura |
| 4     | Jincheng | 晋城市  | Jìnchéng Shì |             | Città-prefettura |
| 5     | Jinzhong | 晋中市  | Jìnzhōng Shì |             | Città-prefettura |
| 6     | Linfen   | 临汾市  | Línfén Shì   |             | Città-prefettura |
| 7     | Lüliang  | 吕梁市  | Lǚliáng Shì  |             | Città-prefettura |
| 8     | Shuozhou | 朔州市  | Shuòzhōu Shì |             | Città-prefettura |
| 9     | Xinzhou  | 忻州市  | Xīnzhōu Shì  |             | Città-prefettura |
| 10    | Yangquan | 阳泉市  | Yángquán Shì |             | Città-prefettura |
| 11    | Yuncheng | 运城市  | Yùnchéng Shì |             | Città-prefettura |

Sichuan
| Mappa | #                      | Nome               | Hanzi                        | Pinyin                 | Tipologia           |
| ----- | ---------------------- | ------------------ | ---------------------------- | ---------------------- | ------------------- |
|       | 1                      | Garzê (tibetana)   | 甘孜藏族自治州               | Gānzī Zàngzú Zìzhìzhōu | Prefettura autonoma |
| 2     | Aba (tibetana e Qiang) | 阿坝藏族羌族自治州 | Ābà Zàngzú Qiāngzú Zìzhìzhōu |                        | Prefettura autonoma |
| 3     | Mianyang               | 绵阳市             | Miányáng Shì                 | Città-prefettura       |                     |
| 4     | Guangyuan              | 广元市             | Gǔangyúan Shì                | Città-prefettura       |                     |
| 5     | Nanchong               | 南充市             | Nánchōng Shì                 | Città-prefettura       |                     |
| 6     | Bazhong                | 巴中市             | Bāzhōng Shì                  | Città-prefettura       |                     |
| 7     | Dazhou                 | 达州市             | Dázhōu Shì                   | Città-prefettura       |                     |
| 8     | Ya'an                  | 雅安市             | Yǎ'ān Shì                    | Città-prefettura       |                     |
| 9     | Chengdu                | 成都市             | Chéngdū Shì                  | Città sub-provinciale  |                     |
| 10    | Deyang                 | 德阳市             | Déyáng Shì                   | Città-prefettura       |                     |
| 11    | Suining                | 遂宁市             | Sùiníng Shì                  | Città-prefettura       |                     |
| 12    | Guang'an               | 广安市             | Guǎng'ān Shì                 | Città-prefettura       |                     |
| 13    | Meishan                | 眉山市             | Méishān Shì                  | Città-prefettura       |                     |
| 14    | Ziyang                 | 资阳市             | Zīyáng Shì                   | Città-prefettura       |                     |
| 15    | Leshan                 | 乐山市             | Lèshān Shì                   | Città-prefettura       |                     |
| 16    | Neijiang               | 内江市             | Nèijiāng Shì                 | Città-prefettura       |                     |
| 17    | Zigong                 | 自贡市             | Zìgòng Shì                   | Città-prefettura       |                     |
| 18    | Yibin                  | 宜宾市             | Yíbīn Shì                    | Città-prefettura       |                     |
| 19    | Luzhou                 | 泸州市             | Lúzhōu Shì                   | Città-prefettura       |                     |
| 20    | Liangshan (Yi)         | 凉山彝族自治州     | Liángshān Yízú Zìzhìzhōu     | Prefettura autonoma    |                     |
| 21    | Panzhihua              | 攀枝花市           | Pānzhīhūa Shì                | Città-prefettura       |                     |

Yunnan
| Mappa | #                       | Nome                 | Hanzi                             | Pinyin              | Tipologia        |
| ----- | ----------------------- | -------------------- | --------------------------------- | ------------------- | ---------------- |
|       | 1                       | Kunming              | 昆明市                            | Kūnmíng Shì         | Città-prefettura |
| 2     | Qujing                  | 曲靖市               | Qǔjìng Shì                        |                     | Città-prefettura |
| 3     | Yuxi                    | 玉溪市               | Yùxī Shì                          |                     | Città-prefettura |
| 4     | Baoshan                 | 保山市               | Bǎoshān Shì                       |                     | Città-prefettura |
| 5     | Zhaotong                | 昭通市               | Zhāotōng Shì                      |                     | Città-prefettura |
| 6     | Lijiang                 | 丽江市               | Lìjiāng Shì                       |                     | Città-prefettura |
| 7     | Pu'er                   | 普洱市               | Qǔjìng Shì                        |                     | Città-prefettura |
| 8     | Lincang                 | 临沧市               | Líncāng Shì                       |                     | Città-prefettura |
| 9     | Dehong (dai e jingpo)   | 德宏傣族景颇族自治州 | Déhóng Dǎizú Jǐngpōzú Zìzhìzhōu   | Prefettura autonoma |                  |
| 10    | Nujiang (lisu)          | 怒江傈僳族自治州     | Nùjiāng Lìsùzú Zìzhìzhōu          | Prefettura autonoma |                  |
| 11    | Dêqên (tibetana)        | 迪庆藏族自治州       | Díqìng Zàngzú Zìzhìzhōu           | Prefettura autonoma |                  |
| 12    | Dali (bai)              | 大理白族自治州       | Dàlǐ Báizú Zìzhìzhōu              | Prefettura autonoma |                  |
| 13    | Chuxiong (yi)           | 楚雄彝族自治州       | Chǔxióng Yízú Zìzhìzhōu           | Prefettura autonoma |                  |
| 14    | Honghe (hani e yi)      | 红河哈尼族彝族自治州 | Hónghé Hānízú Yízú Zìzhìzhōu      | Prefettura autonoma |                  |
| 15    | Wenshan (zhuang e miao) | 文山壮族苗族自治州   | Wénshān Zhuàngzú Miáozú Zìzhìzhōu | Prefettura autonoma |                  |
| 16    | Xishuangbanna (dai)     | 西双版纳傣族自治州   | Xīshuāngbǎnnà Dǎizú Zìzhìzhōu     | Prefettura autonoma |                  |

Zhejiang
| Mappa | #        | Nome     | Hanzi           | Pinyin           | Tipologia             |
| ----- | -------- | -------- | --------------- | ---------------- | --------------------- |
|       | 1        | Hangzhou | 杭州市          | Hángzhōu Shì     | Città sub-provinciale |
| 2     | Ningbo   | 宁波市   | Níngbō Shì      |                  | Città sub-provinciale |
| 3     | Huzhou   | 湖州市   | Húzhōu Shì Shì  | Città-prefettura |                       |
| 4     | Jiaxing  | 嘉兴市   | Jiāxīng Shì Shì | Città-prefettura |                       |
| 5     | Jinhua   | 金华市   | Jīnhuá Shì      | Città-prefettura |                       |
| 6     | Lishui   | 丽水市   | Líshuǐ Shì      | Città-prefettura |                       |
| 7     | Quzhou   | 衢州市   | Qúzhōu Shì      | Città-prefettura |                       |
| 8     | Shaoxing | 绍兴市   | Shàoxīng Shì    | Città-prefettura |                       |
| 9     | Taizhou  | 台州市   | Tāizhōu Shì     | Città-prefettura |                       |
| 10    | Wenzhou  | 温州市   | Wēnzhōu Shì     | Città-prefettura |                       |
| 11    | Zhoushan | 舟山市   | Zhōushān Shì    | Città-prefettura |                       |

## Lista delle prefetture o equivalenti suddivise per regione autonoma
Guangxi
| Mappa | #             | Nome     | Hanzi             | Pinyin          | Zhuang  | Tipologia        |
| ----- | ------------- | -------- | ----------------- | --------------- | ------- | ---------------- |
|       | 1             | Baise    | 百色市            | Bǎisè Shì       | Baksaek | Città-prefettura |
| 2     | Hechi         | 河池市   | Héchí Shì         | Hozciz          |         | Città-prefettura |
| 3     | Liuzhou       | 柳州市   | Liǔzhōu Shì       | Liujcouh        |         | Città-prefettura |
| 4     | Guilin        | 桂林市   | Guìlín Shì        | Gveilinz        |         | Città-prefettura |
| 5     | Hezhou        | 贺州市   | Hézhōu Shì        |                 |         | Città-prefettura |
| 6     | Chongzuo      | 崇左市   | Chóngzuǒ Shì      | Cungzcoj        |         | Città-prefettura |
| 7     | Nanning       | 南宁市   | Nánníng Shì       | Namzningz       |         | Città-prefettura |
| 8     | Laibin        | 来宾市   | Láibīn Shì        | Leizbingz       |         | Città-prefettura |
| 9     | Guigang       | 贵港市   | Guìgǎng Shì       | Gveigangj       |         | Città-prefettura |
| 10    | Wuzhou        | 梧州市   | Wúzhōu Shì        |                 |         | Città-prefettura |
| 11    | Fangchenggang | 防城港市 | Fángchénggǎng Shì | Fangzcwngzgangj |         | Città-prefettura |
| 12    | Qinzhou       | 钦州市   | Qīnzhōu Shì       | Ginhcouh        |         | Città-prefettura |
| 13    | Beihai        | 北海市   | Běihǎi Shì        |                 |         | Città-prefettura |
| 14    | Yulin         | 玉林市   | Yùlín Shì         |                 |         | Città-prefettura |

Mongolia Interna
| Mappa | #          | Nome       | Hanzi           | Pinyin               | Mongolo              | Latinizzato      | Tipologia |
| ----- | ---------- | ---------- | --------------- | -------------------- | -------------------- | ---------------- | --------- |
|       | 1          | Alxa       | 阿拉善盟        | Ālāshàn méng         | ᠠᠯᠠᠱᠠᠨ ᠠᠶᠢᠮᠠᠭ        | Alaša ayimaγ     | Lega      |
| 2     | Bayannur   | 巴彦淖尔市 | Bāyànnào'ěr shì | ᠪᠠᠶ᠋ᠠᠨᠨᠠᠭᠤᠷ           | Bayannaγur           | Città-prefettura |           |
| 3     | Wuhai      | 乌海市     | Wūhǎi shì       | ᠦᠬᠠᠢ                 | Üqai                 | Città-prefettura |           |
| 4     | Ordos      | 鄂尔多斯市 | Èěrduōsī Shì    | ᠣᠷᠳᠤᠰ                | Ordus                | Città-prefettura |           |
| 5     | Baotou     | 包头市     | Bāotóu shì      | ᠪᠤᠭᠤᠲᠤ               | Buγutu               | Città-prefettura |           |
| 6     | Hohhot     | 呼和浩特市 | Hūhéhàotè shì   | ᠬᠥᠬᠡᠬᠣᠲᠠ             | Kökeqota             | Città-prefettura |           |
| 7     | Ulaan Chab | 乌兰察布市 | Wūlánchábù shì  | ᠤᠯᠠᠭᠠᠨᠴᠠᠪ            | Wūlánchábù           | Città-prefettura |           |
| 8     | Xilin Gol  | 锡林郭勒盟 | Xīlínguōlè méng | ᠰᠢᠯᠢ ᠶᠢᠨ ᠭᠣᠤᠯ ᠠᠶᠢᠮᠠᠭ | Sili-yin γoul ayimaγ | Lega             |           |
| 9     | Chifeng    | 赤峰市     | Chìfēng shì     | ᠤᠯᠠᠭᠠᠨᠬᠠᠳᠠ           | Ulaγanqada           | Città-prefettura |           |
| 10    | Tongliao   | 通辽市     | Tōngliáo shì    | ᠲᠥᠩᠯᠢᠶᠠᠣ             | Töngliyao            | Città-prefettura |           |
| 11    | Xing'an    | 兴安盟     | Xīng'ān méng    | ᠬᠢᠩᠭ᠋ᠠᠨ ᠠᠶᠢᠮᠠᠭ        | Kingγan ayimaγ       | Lega             |           |
| 12    | Hulunbuir  | 呼伦贝尔市 | Hūlúnbèi'ěr shì | ᠬᠥᠯᠥᠨ ᠪᠤᠶᠢᠷ          | Kölün buyir          | Città-prefettura |           |

Ningxia
| Mappa | #          | Nome     | Hanzi          | Pinyin       | Tipologia        |
| ----- | ---------- | -------- | -------------- | ------------ | ---------------- |
|       | 1          | Yinchuan | 银川市         | Yínchuān Shì | Città-prefettura |
| 2     | Shizuishan | 石嘴山市 | Shízuǐshān Shì |              | Città-prefettura |
| 3     | Wuzhong    | 吴忠市   | Wúzhōng Shì    |              | Città-prefettura |
| 4     | Zhongwei   | 中卫市   | Zhōngwèi Shì   |              | Città-prefettura |
| 5     | Guyuan     | (固原市  | Gùyuán Shì     |              | Città-prefettura |

Tibet
| Mappa | #        | Nome       | Hanzi        | Pinyin        | Tibetano              | transliterato     | Tipologia  |
| ----- | -------- | ---------- | ------------ | ------------- | --------------------- | ----------------- | ---------- |
|       | 1        | Ngari      | 阿里地区     | Ālǐ Dìqū      | མངའ་རིས་ས་ཁུལ་          | Mnga'-ris Sa-khul | Prefettura |
| 2     | Nagqu    | 那曲地区   | Nàqū Dìqū    | ནག་ཆུ་ས་ཁུལ་    | Nag-chu Sa-khul       |                   | Prefettura |
| 3     | Qamdo    | 昌都地区   | Chāngdū Dìqū | ཆབ་མདོ་ས་ཁུལ་   | Chab-mdo Sa-khul      |                   | Prefettura |
| 4     | Shigatse | 日喀则地区 | Rìkāzé Dìqū  | གཞིས་ཀ་རྩེ་ས་ཁུལ་ | Gzhis-ka-rtse Sa-khul |                   | Prefettura |
| 5     | Lhasa    | 拉萨市     | Lāsà Shì     | ལྷ་ས་གྲོང་ཁྱེར་    | Lha-sa Grong-khyer    | Città-prefettura  |            |
| 6     | Shannan  | 山南地区   | Shānnán Dìqū | ལྷོ་ཁ་ས་ཁུལ་     | Lho-kha Sa-khul       | Prefettura        |            |
| 7     | Nyingchi | 林芝地区   | Línzhī Dìqū  | ཉིང་ཁྲི་ས་ཁུལ་    | Nying-khri Sa-khul    | Prefettura        |            |

Xinjiang
| Mappa | #                  | Nome                   | Hanzi                         | Pinyin                              | Uiguro                             | Latinizzato         | Tipologia  |
| ----- | ------------------ | ---------------------- | ----------------------------- | ----------------------------------- | ---------------------------------- | ------------------- | ---------- |
|       | 1                  | Altay1                 | 阿勒泰地区                    | Ālètài Dìqū                         | ئالتاي ۋىلايىتى                    | Altay Vilayiti      | Prefettura |
| 2     | Bortala            | 博尔塔拉蒙古自治州     | Bó'ěrtǎlā Měnggǔ Zìzhìzhōu    | بۆرتالا موڭغۇل ئاپتونوم ئوبلاستى    | Bɵrtala Mongƣol Aptonom Oblasti    | Prefettura autonoma |            |
| 3     | Tacheng1           | 塔城地区               | Tǎchéng Dìqū                  | تارباغاتاي ۋىلايىتى                 | Tarbaƣatay Vilayiti                | Prefettura          |            |
| 4     | Karamay            | 克拉玛依市             | Kèlāmǎyī Shì                  | قاراماي شەھرى                       | K̡aramay Xəh̡ri                      | Città-prefettura    |            |
| 5     | Changji (hui)      | 昌吉回族自治州         | Chāngjí Huízú Zìzhìzhōu       | سانجى خۇيزۇ ئاپتونوم ئوبلاستى       | Sanji Huizu Aptonom Oblasti        | Prefettura autonoma |            |
| 6     | Ürümqi             | 乌鲁木齐市             | Wūlǔmùqí Shì                  | ئۈرۈمچى شەھرى                       | Ürümqi Xəh̡ri                       | Città-prefettura    |            |
| 7     | Turpan             | 吐鲁番地区             | Tǔlǔfān Dìqū                  | تۇرپان ۋىلايىتى                     | Turpan Vilayiti                    | Prefettura          |            |
| 8     | Hami               | 哈密地区               | Hāmì Dìqū                     | قۇمۇل ۋىلايىتى                      | K̡umul Vilayiti                     | Prefettura          |            |
| 9     | Ili (kazaka)       | 伊犁哈萨克自治州       | Yīlí Hāsàkè Zìzhìzhōu         | ئىلى قازاق ئاپتونوم ئوبلاستى        | Ili K̡azak̡ Aptonom Oblasti          | Prefettura autonoma |            |
| 10    | Kizilsu (kirghisa) | 克孜勒苏柯尔克孜自治州 | Kèzīlèsū Kē'ěrkèzī Zìzhìzhōu  | قىزىلسۇ قىرغىز ئاپتونوم ئوبلاستى    | K̡izilsu K̡irƣiz Aptonom Oblasti     | Prefettura autonoma |            |
| 11    | Kashgar            | 喀什地区               | Kāshí Dìqū                    | قەشقەر ۋىلايىتى                     | K̡əxk̡ər Vilayiti                    | Prefettura          |            |
| 12    | Aksu               | 阿克苏地区             | Ākèsū Dìqū                    | ئاقسۇ ۋىلايىتى                      | Ak̡su Vilayiti                      | Prefettura          |            |
| 13    | Hotan              | 和田地区               | Hétián Dìqū                   | خوتەن ۋىلايىتى                      | Hotən Vilayiti                     | Prefettura          |            |
| 14    | Bayin'gholin       | 巴音郭楞蒙古自治州     | Bāyīnguōlèng Měnggǔ Zìzhìzhōu | بايىنغولىن موڭغۇل ئاپتونوم ئوبلاستى | Bayinƣolin Mongƣol Aptonom Oblasti | Prefettura autonoma |            |